# Dikbeksijs
De dikbeksijs ( Spinus crassirostris synoniem: Carduelis crassirostris) is een zangvogel uit de familie van vinkachtigen (Fringillidae).

## Verspreiding en leefgebied
Deze soort telt 2 ondersoorten:
- S. c. amadoni: zuidoostelijk Peru.
- S. c. crassirostris: zuidelijk Bolivia, centraal Chili en noordwestelijk Argentinië.